# 駒ヶ根高原

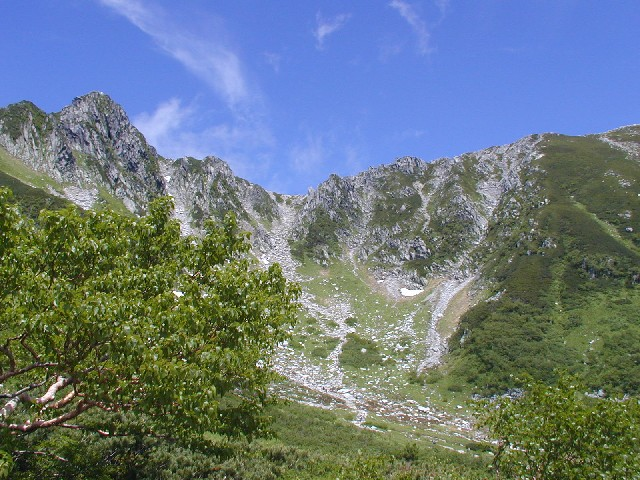
千畳敷カール

駒ヶ根高原（こまがねこうげん）は、中央アルプスの麓にある高原。長野県南部に存在し、標高800メートル前後。伊那盆地における最大の高原と言われている。
高原の代表的な観光地として、千畳敷カールが有名である。また、主に木曽駒ヶ岳の登頂を目的とする登山客が利用する駒ヶ岳ロープウェイがあり、観光や冬場のスキー（駒ヶ根高原スキー場）としても利用客が多い。
大沼湖や駒ヶ池などの人造湖が存在し、早太郎温泉の旅館、別荘、水力発電所（太田切川 (長野県)#水力発電、鼠川#駒ヶ根高原水力発電所を参照）が点在している。
JR飯田線・駒ケ根駅からバスが運行している。

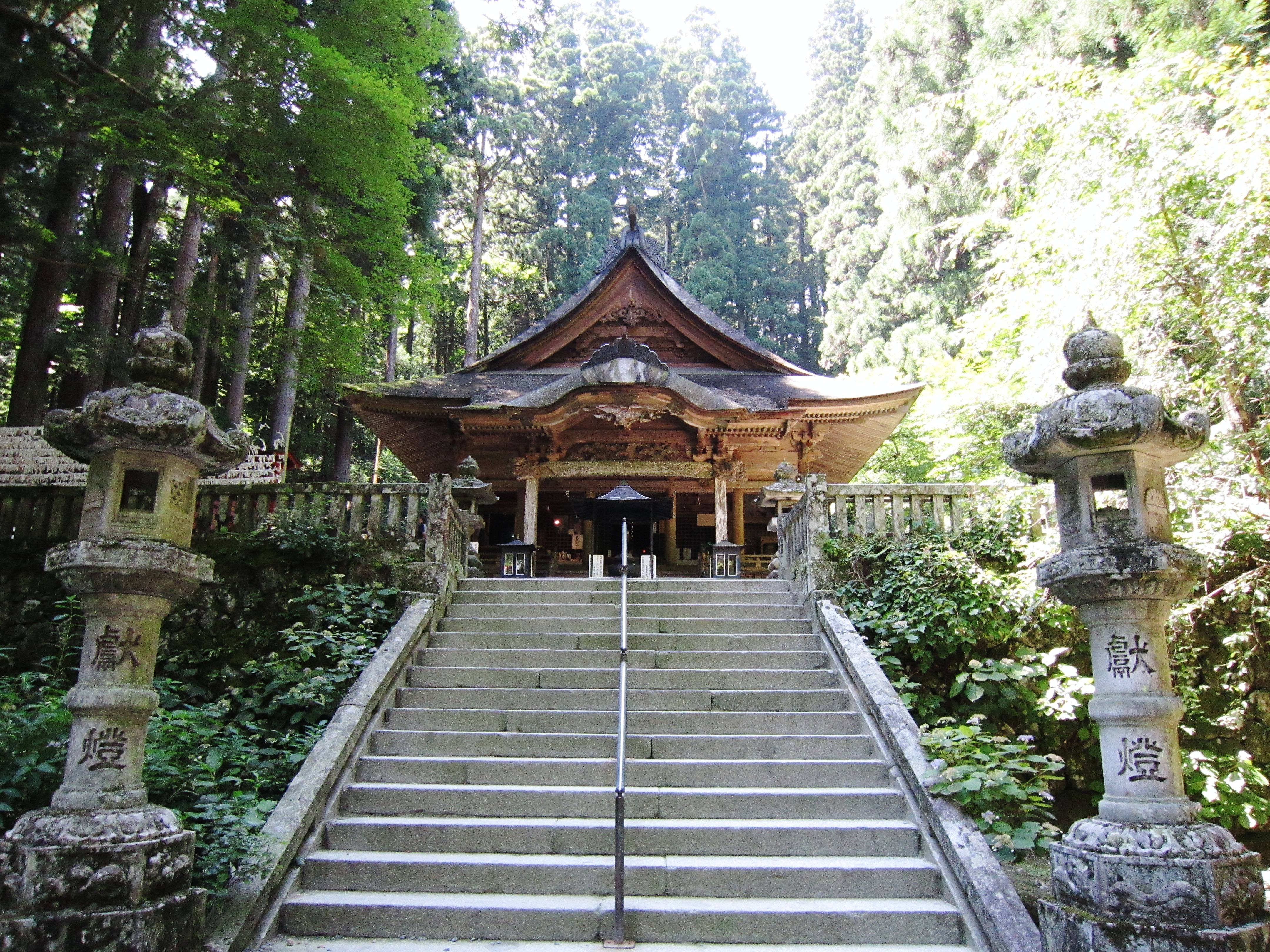
霊犬早太郎で知られる光前寺
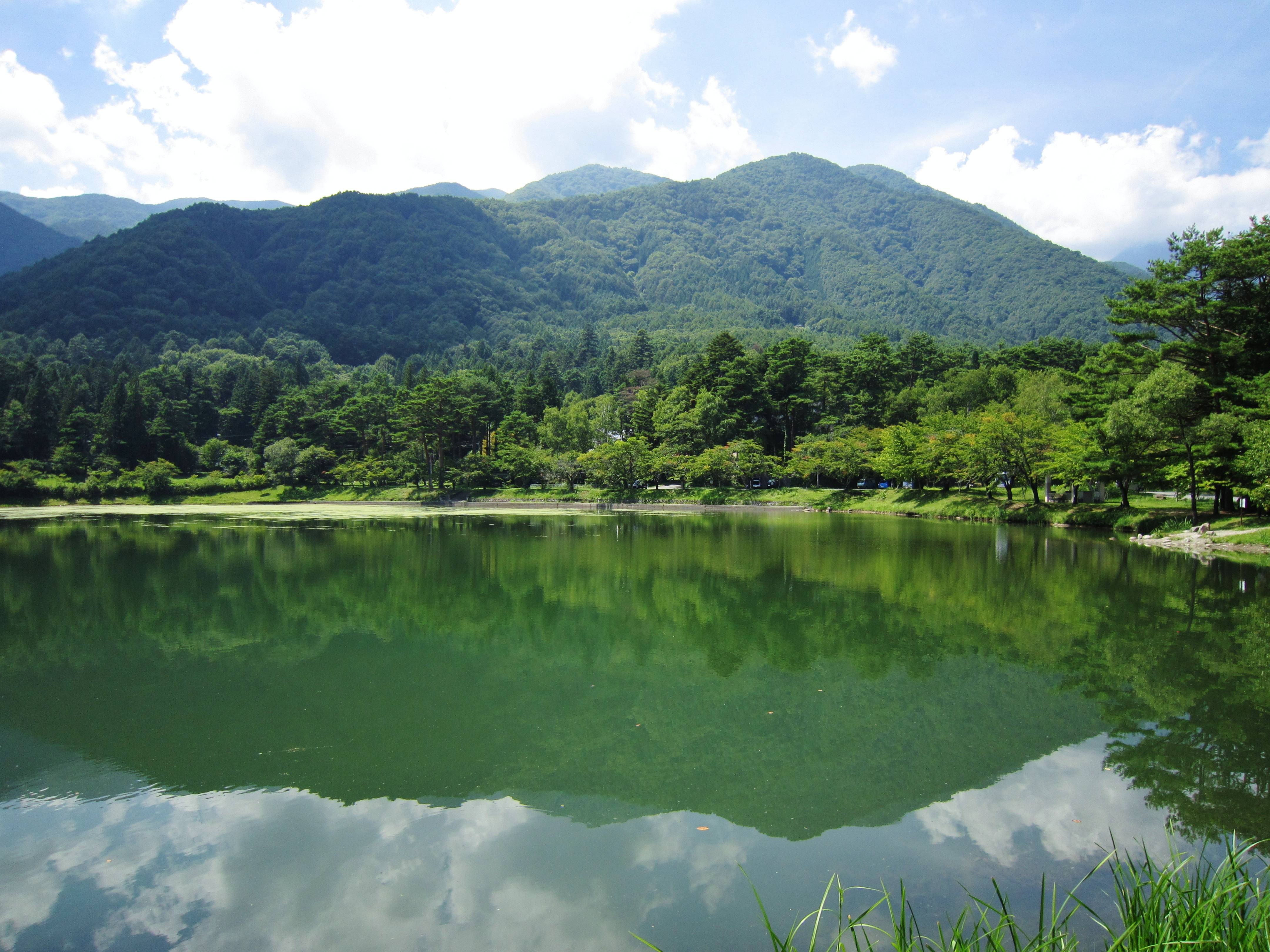
大沼湖
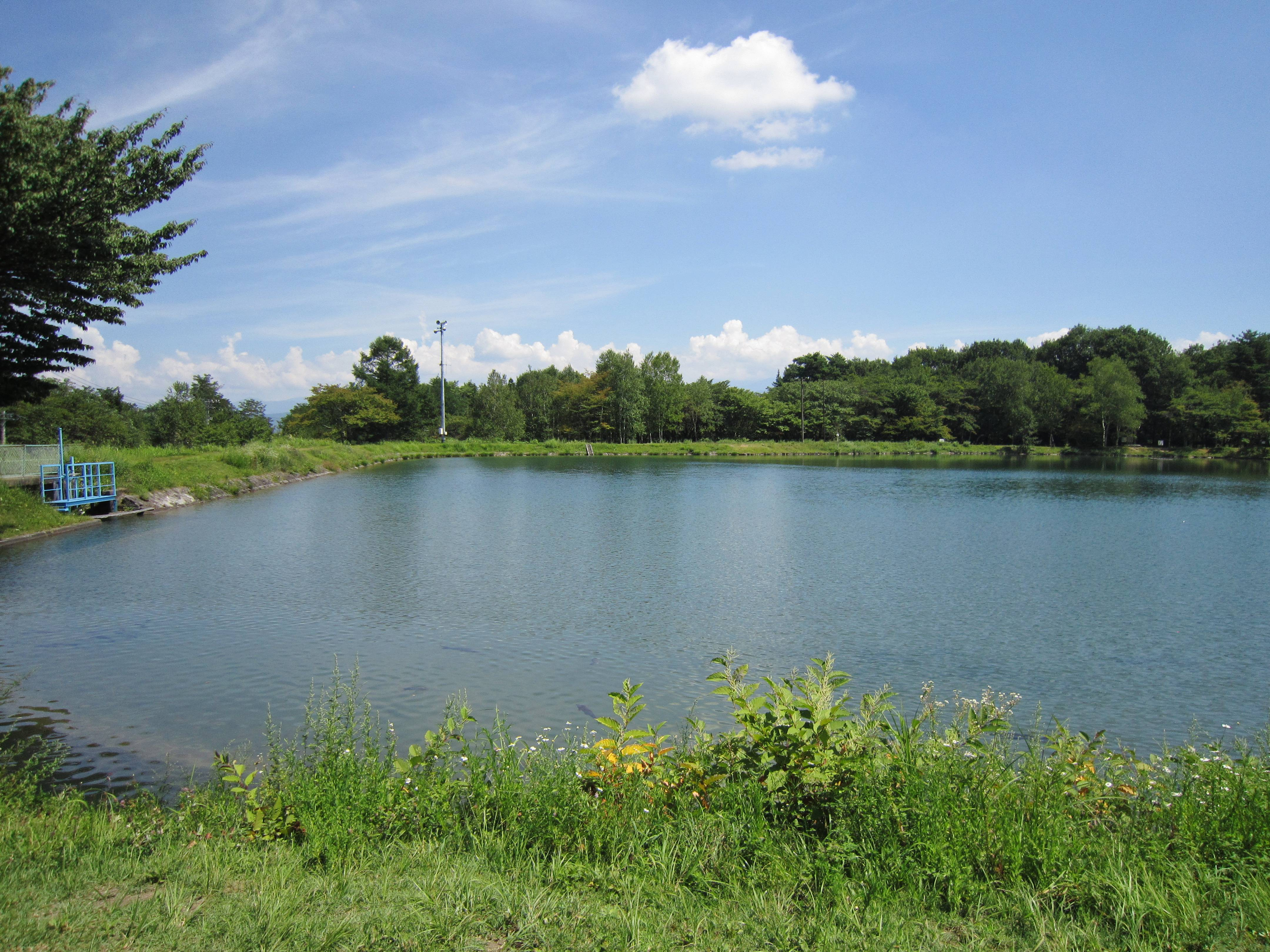
駒ヶ池
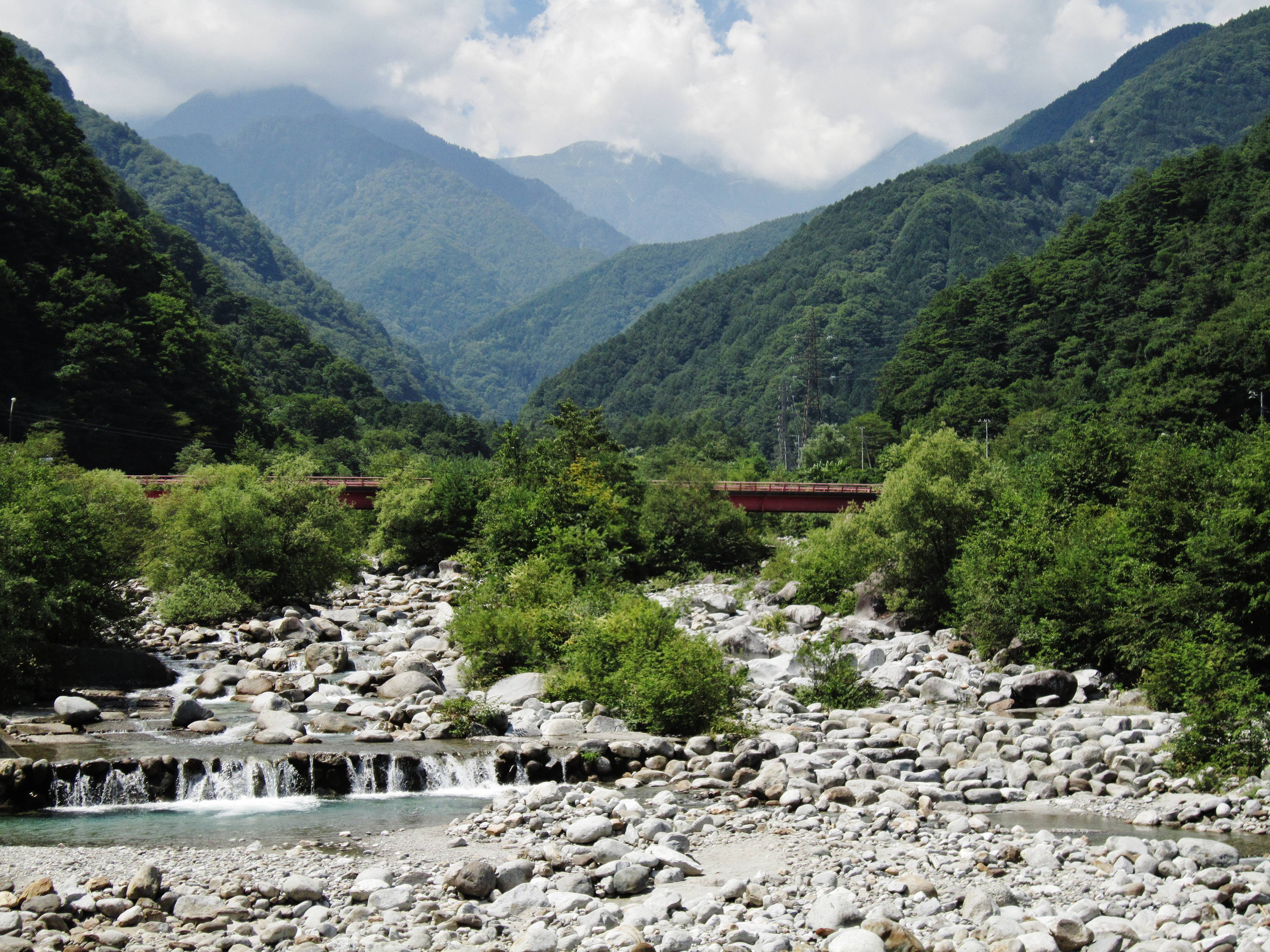
太田切川
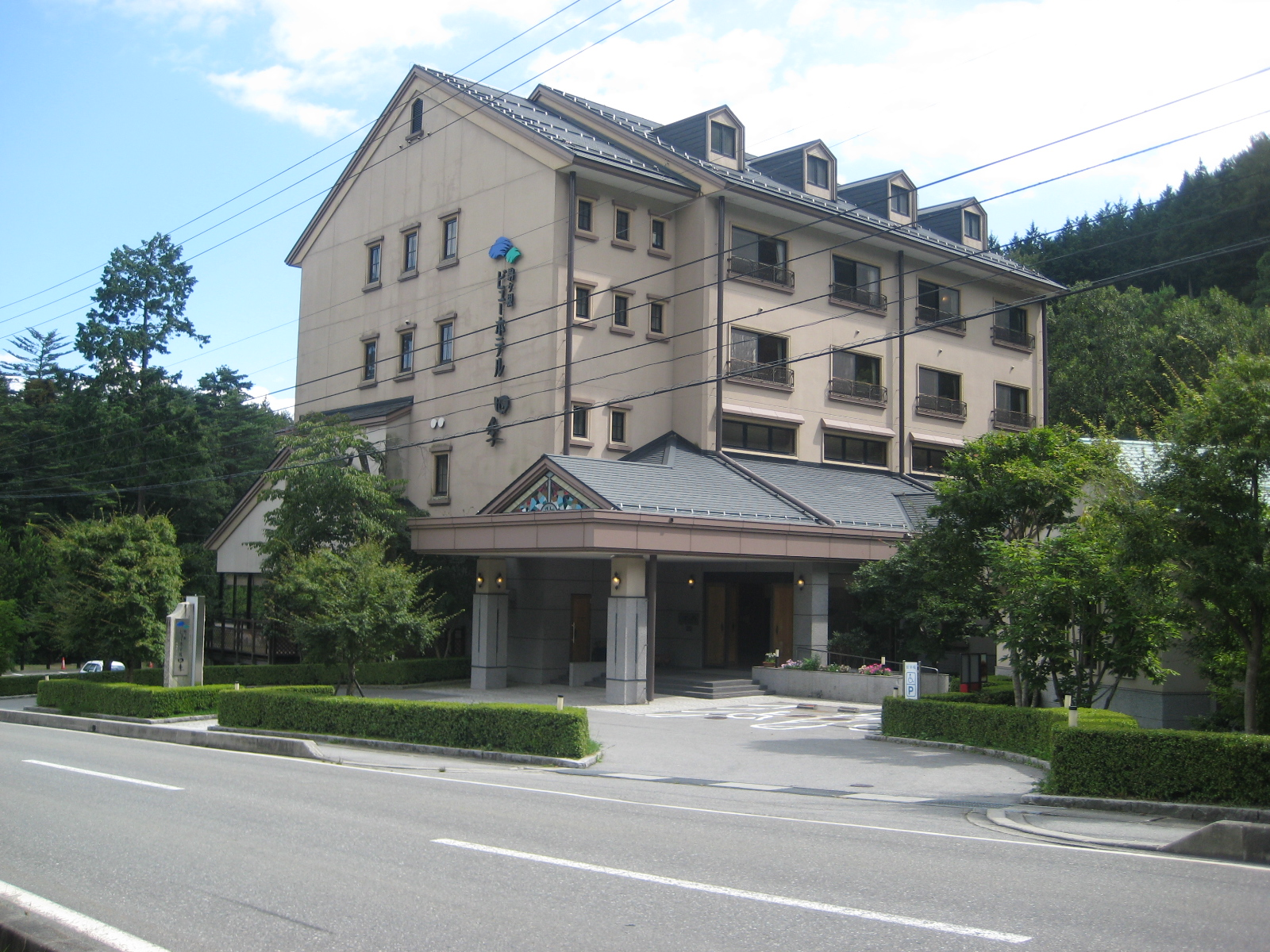
早太郎温泉
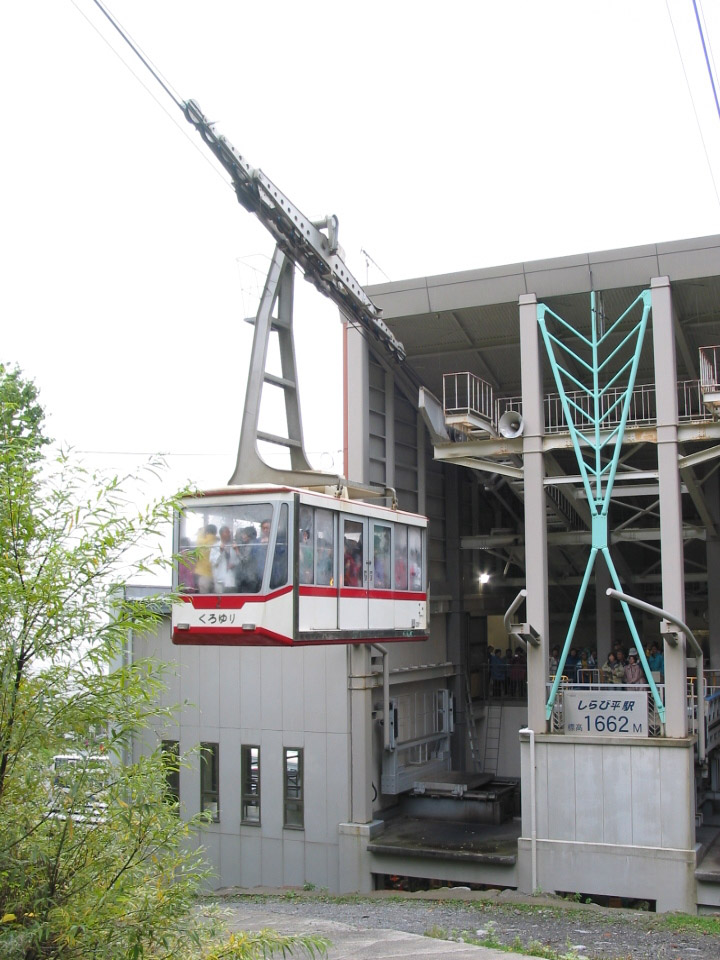
駒ヶ岳ロープウェイ
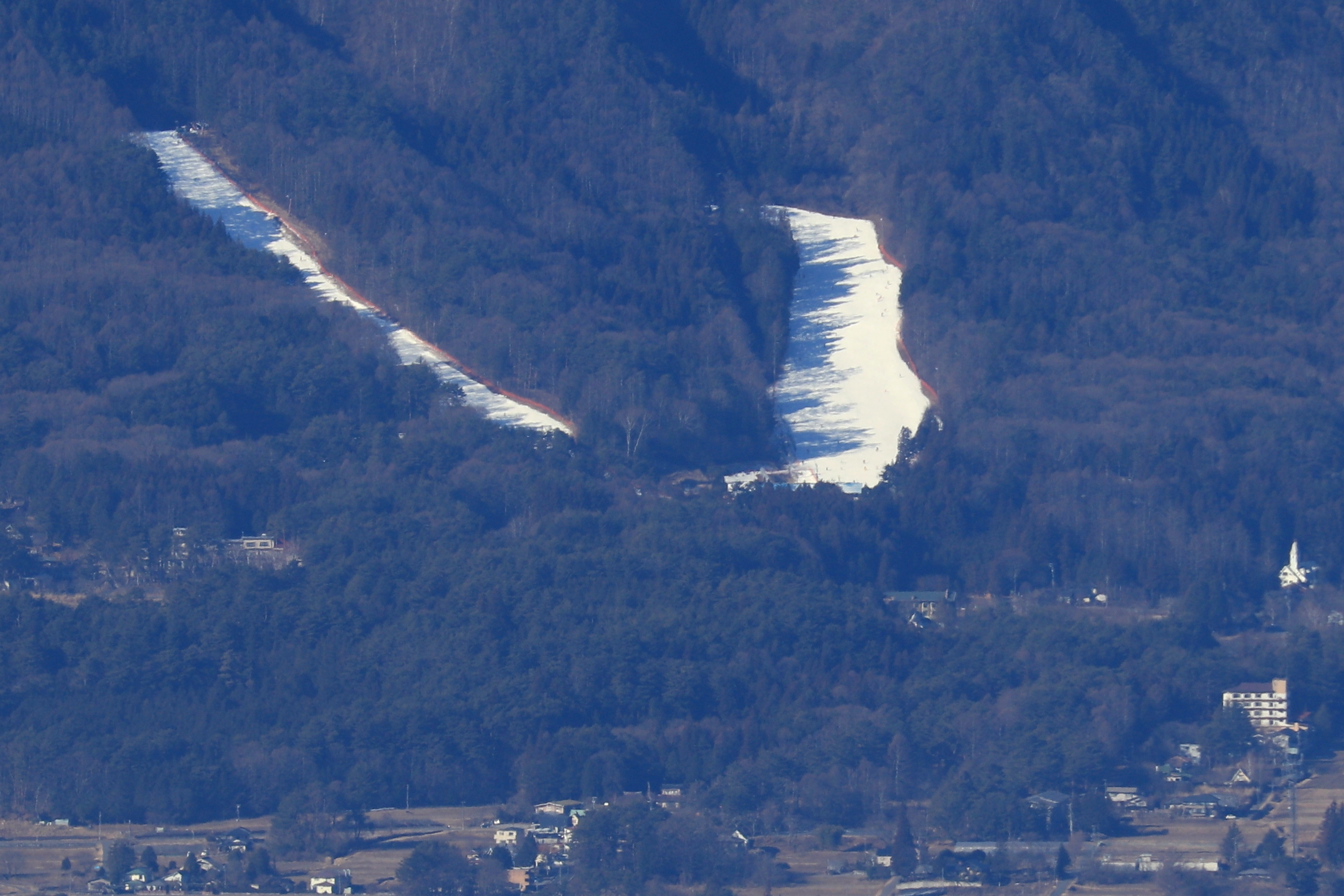
駒ヶ根高原スキー場